# Bobbi Humphrey
Barbara Ann Humphrey (Marlin (Texas), 25 april 1950) is een Amerikaanse jazzmuzikante (zang, fluit, saxofoon), die souljazz, funk en fusionmuziek combineert in haar eigen crossoverstijl.

## Biografie
Humphrey is een Afro-Amerikaanse en groeide op in Dallas. Ze begon fluit te spelen terwijl ze nog op de middelbare school zat en bleef dat doen van 1968 tot 1970 aan de Texas Southern University en in 1971 aan de Southern Methodist University (een van haar leraren was Hubert Laws). Dizzy Gillespie hoorde haar daar en moedigde haar aan om naar New York te gaan, waar ze in 1971 verscheen in de Amateur Night in het Apollo Theater in Harlem (ooit de springplank voor Ella Fitzgerald). Met haar hoofdinstrument fluit speelde ze o.a. met Duke Ellington (in een optreden op de derde dag van hun aankomst in New York), Lee Morgan, Cannonball Adderley, Roland Kirk, Dizzy Gillespie en Herbie Mann. Haar eerste album Flute In verscheen in 1971 bij Blue Note Records als een van de eerste vrouwen die daar ooit een contract kreeg. Dit werd gevolgd door andere succesvolle albums bij Blue Note als Dig This (1972), Blacks en Blues (1973, met de r&b-hits Chicago, Damn en Harlem River Drive) en Satin Doll (1974). In hetzelfde jaar trad ze op tijdens het Montreux Jazz Festival, waar jazzcriticus Leonard Feather haar de verrassing van het festival noemde. Deze opnamen werden ook uitgebracht op lp.
In 1976 en 1978 werd ze door Billboard erkend als de beste vrouwelijke instrumentale muzikant. In 1977 bracht ze Tailor Made uit, nu onder contract bij Epic Records. Het jaar daarvoor vroeg Stevie Wonder haar voor zijn hitalbum Songs in the Key of Life in de opnamestudio. Ze trad ook weer op in Montreux en werd ereburger van New Orleans.
Daarnaast richtte ze haar eigen muziekuitgeverij Bobbi Humphrey Music Inc. op (waarmee ze tijdens de jaren 1990 samenwerkte met Warner Bros., voor wie ze de zangeres Tevin Campbell ontdekte) en een bureau, waarin ze haar optredens en zakelijke activiteiten organiseerde. Ze componeerde bijvoorbeeld muziek voor Anheuser-Busch-advertenties en voor de Bill Cosby-show. Ze is ook sociaal en politiek actief en sprak bijvoorbeeld met de Verenigde Naties over de droogte in Ethiopië tijdens de jaren 1980. Humphrey's album Passion Flute werd uitgebracht in 1994 op haar nieuw opgerichte label Paradise Sounds Records.

## Discografie
- 1971: Flute-in (Blue Note Records)
- 1972: Dig This! (Blue Note Records)
- 1973: Blacks and Blues (Blue Note Records)
- 1974: Satin Doll (Blue Note Records)
- 1974: Live in Montreux (Blue Note Records)
- 1975: Fancy Dancer (Blue Note Records)
- 1977: Tailor Made (Epic Records)
- 1978: Freestyle (Epic Records)
- 1979: The Good Life (Epic Records)
- 1988: City Beat (Malaco)
- 1994: Passion Flute (Paradise Sounds)